# Максим (раннехристианский писатель)
Макси́м (др.-греч. Μάξιμος; лат. Maximus; II век) —  раннехристианский греческий писатель. Сведения о нём очень скудные. Максим жил во времена правления Коммода и Севера, написал сочинение «О материи» (др.-греч. «Περί τῆς ὕλης»), в котором рассматриваются вопросы: каково происхождение зла, и создана ли материя Богом? Евсевий Кесарийский в своей книге «Церковная история» упоминает о Максиме. 47 глава книги Иеронима Стридонского «О знаменитых мужах» посвящена Максиму. Полностью сочинение «О материи» не сохранилось, сохранился лишь небольшой фрагмент, который цитирует Евсевий Кесарийский в своей книге «Приготовление к Евангелию». Этот отрывок издан в 5 томе Греческой патрологии. В Греческой патрологии Максим назван епископом Иерусалимским, хотя ни у Евсевия, ни у Иеронима таких сведений нет.